# Mysidia lactiflora
Mysidia lactiflora är en insektsart som beskrevs av John Obadiah Westwood 1840. Mysidia lactiflora ingår i släktet Mysidia och familjen Derbidae. Inga underarter finns listade i Catalogue of Life.